# 大丰站 (湖南省)
大丰站，位于中华人民共和国湖南省株洲市石峰区学林街道大丰社区，是长株潭城际铁路上的火车站，于2016年12月26日启用，由广州铁路集团株洲车站城际车间管辖。

## 歷史
- 2016年12月26日启用。
- 2020年3月1日起，配合株洲站改建工程，长株潭城际铁路往株洲南的列車暫時改為本站折返，大豐至株洲南段暫時停運。[5]
- 2021年1月28日零时起，株洲火车站开通长株潭城际铁路业务[6]，大丰站不再作为长株潭城际铁路株洲至长沙段方向的起讫站，起讫站重新改变为株洲南站。

## 车站结构

### 站场
| 2F | 侧式月台                                   | 侧式月台                                  |
| 2F | 2站台                                      | 长株潭城际铁路 往长沙（麓谷）方向（长沙） |
| 2F | 1站台                                      | 长株潭城际铁路 往株洲南方向（株洲）       |
| 2F | 侧式月台                                   |                                           |
| 2F | 出站口、进站口、售票、候车、检票、办公区域 |                                           |
| 1F | 接驳交通                                   | 停车场、公交站                            |

## 車站周邊
- 株洲公交城铁大丰站（T33路，T88路，T93路，CZ1路）
- 谭家湖
- 万达广场

## 外部連結
- 中国铁路客户服务中心（页面存档备份，存于）